# Festival Internacional de Jazz de Puerto Montt
El Festival internacional de jazz de Puerto Montt es un festival de jazz que desde 2004 se celebra anualmente durante el mes de octubre en la ciudad de Puerto Montt, Región de Los Lagos, Chile. Este festival es el más austral de Chile y uno de los más australes del mundo en su tipo. Cada año el festival presenta a artistas provenientes de diferentes países los cuales ofrecen conciertos y clínicas con entradas liberadas para los espectadores.

## Descripción

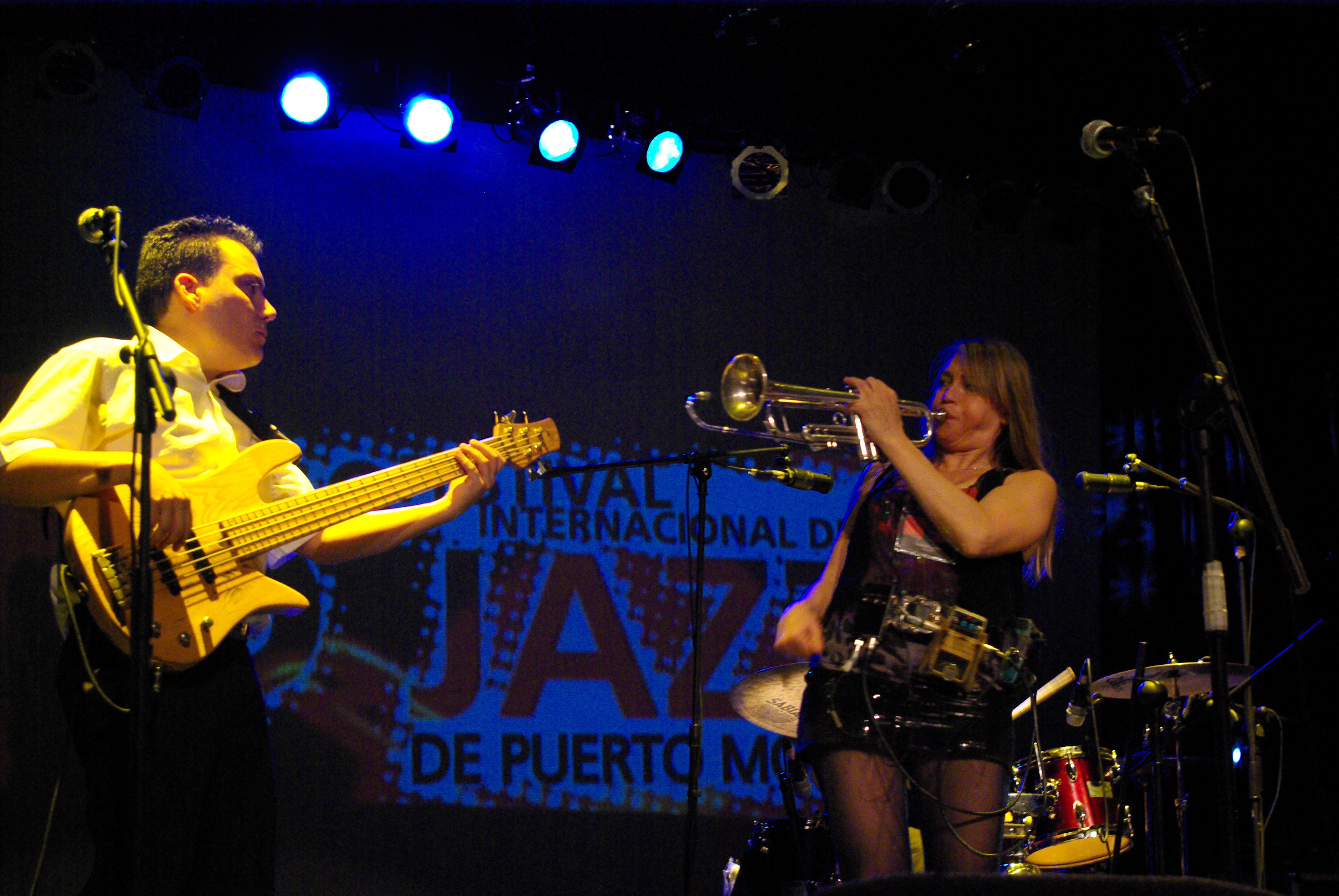
Saskia Laroo 2010

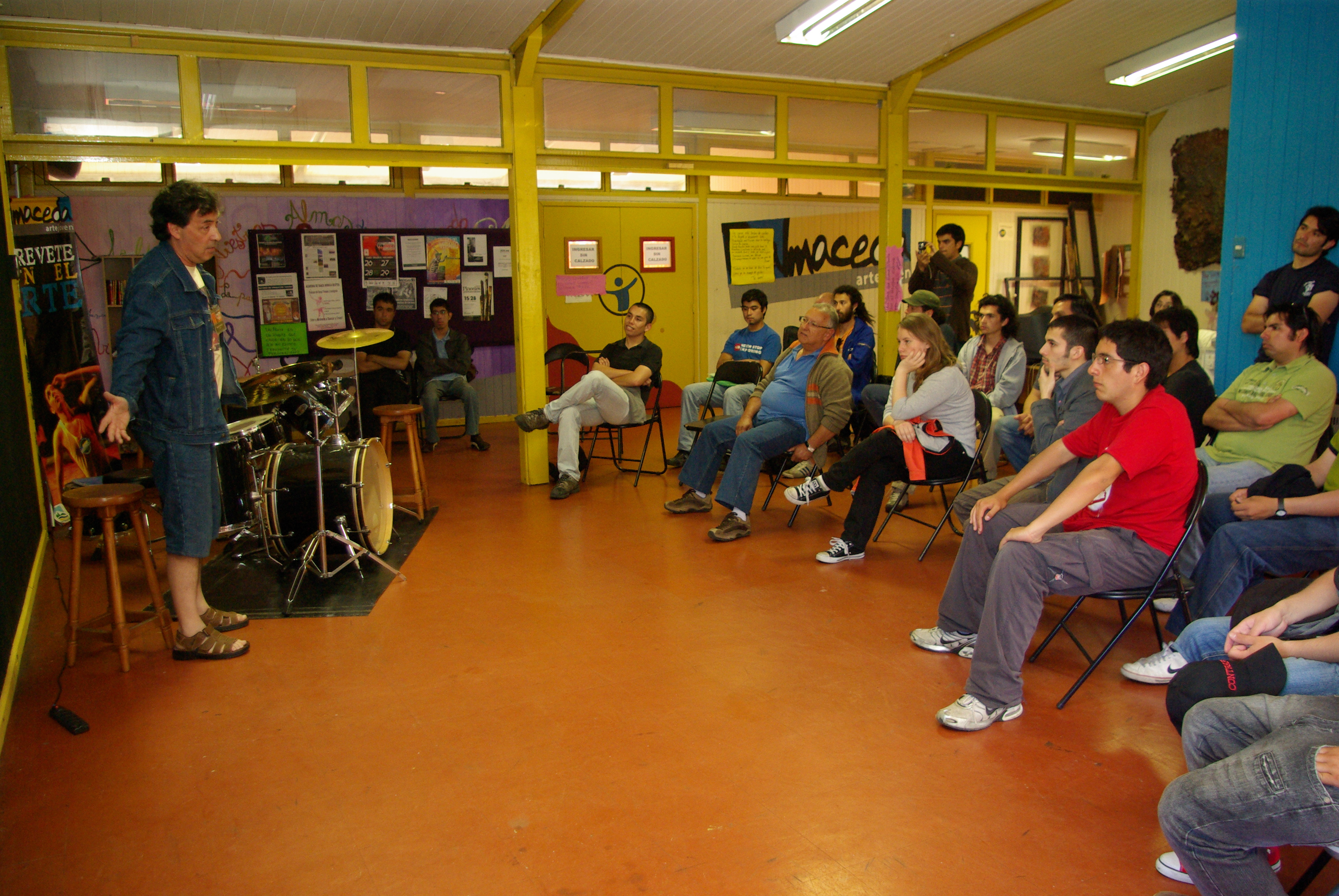
Clínicas

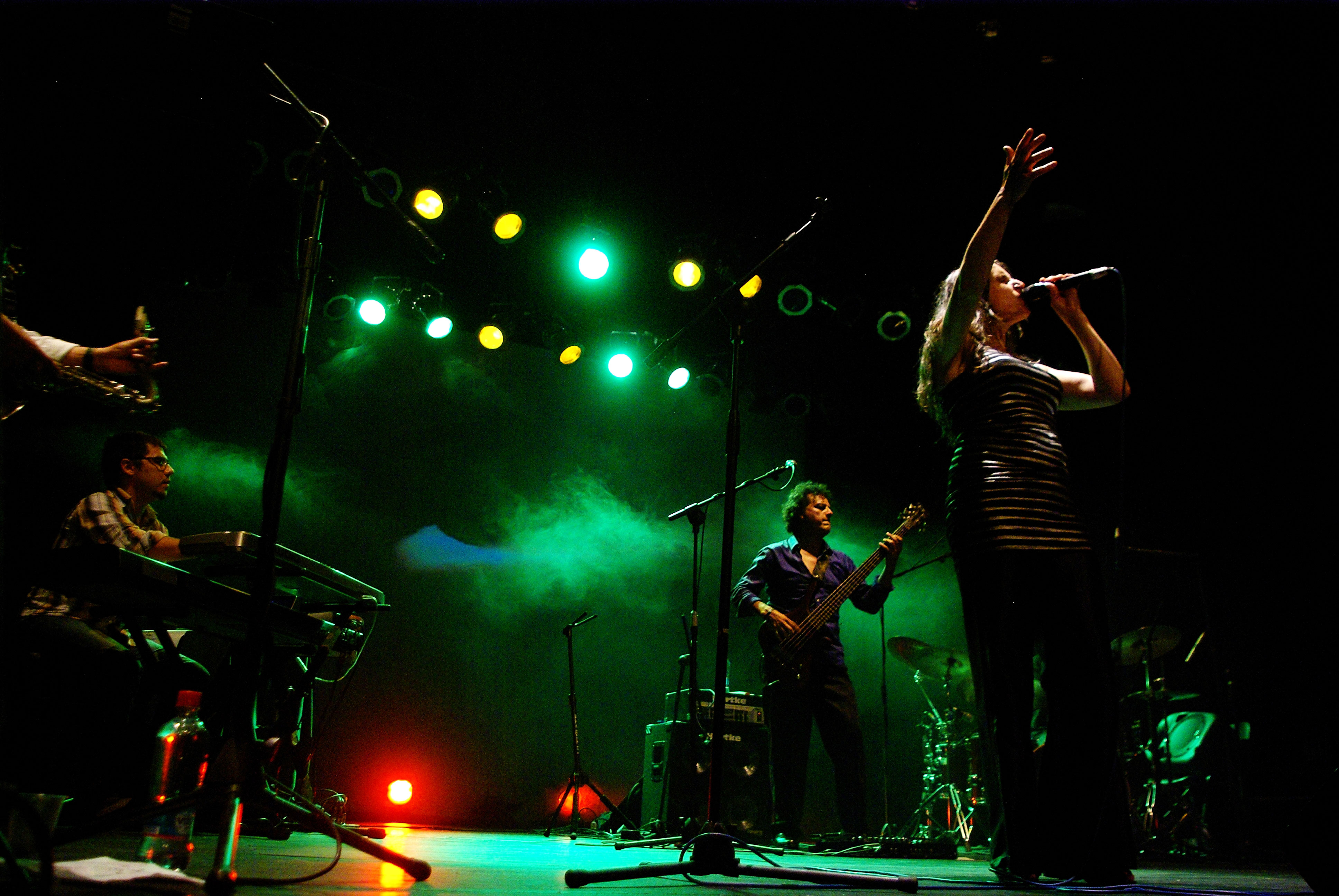
Fulano 2011

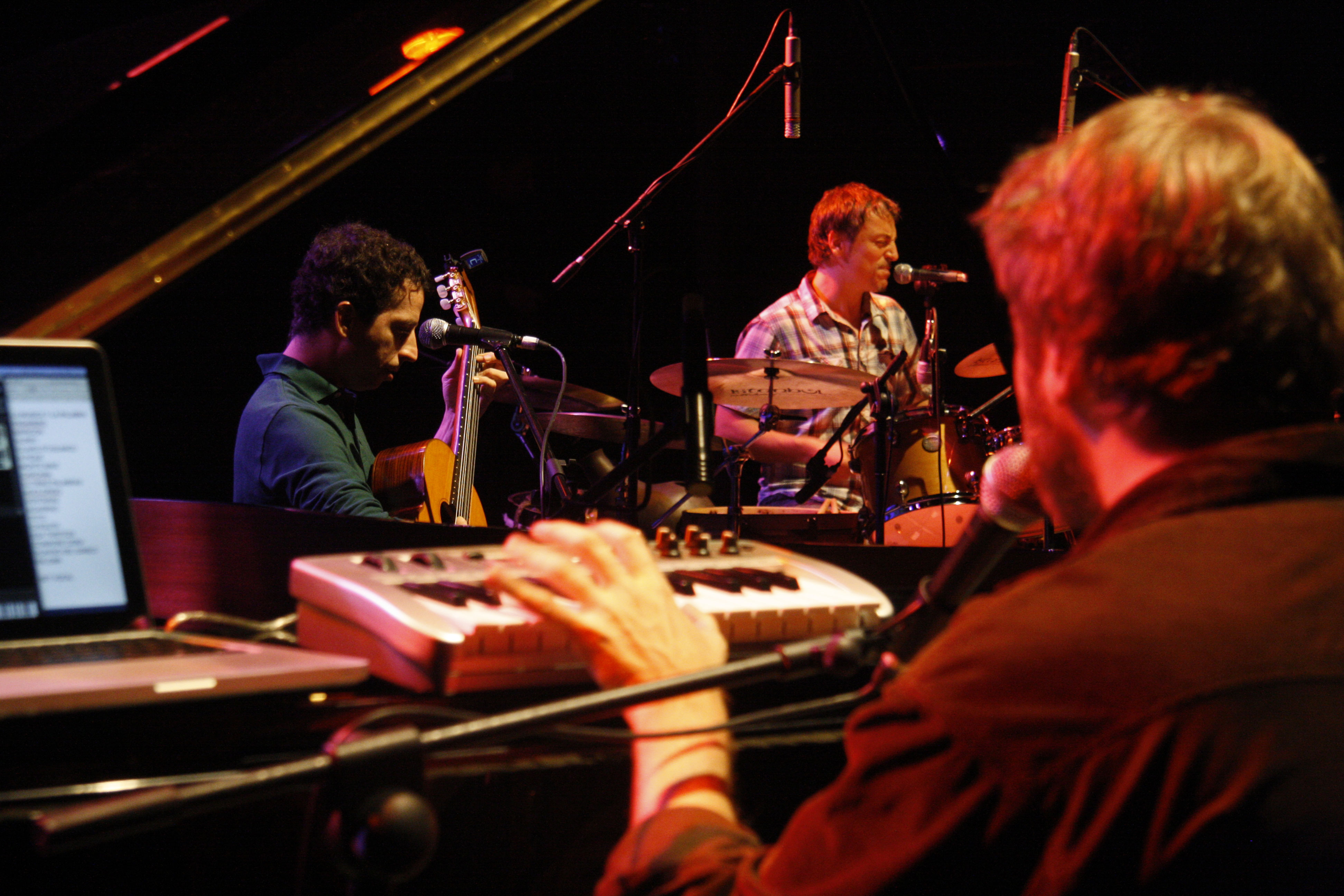
Aca Seca Trío 2011